# Oncopodura iowae
Oncopodura iowae är en urinsektsart som beskrevs av Christiansen 1980. Oncopodura iowae ingår i släktet Oncopodura och familjen Oncopoduridae. Inga underarter finns listade i Catalogue of Life.